# Abby Ghent
Abby Ghent (Vail, 2 maggio 1992) è un'ex sciatrice alpina statunitense.

## Biografia
Abby Ghent, originaria di Edwards e attiva in gare FIS dal dicembre del 2007, in Nor-Am Cup ha esordito il 14 dicembre 2008 in supercombinata a Panorama, piazzandosi 23ª, e ha conquistato il suo primo podio il 19 marzo 2011 in supergigante a Whistler, chiudendo 2ª alle spalle della connazionale Brooke Wales.
Il 24 novembre 2012 ha partecipato per la prima volta a una gara valida per la Coppa del Mondo, lo slalom gigante di Aspen, senza qualificarsi per la seconda manche. Il 5 dicembre successivo si è aggiudicata il primo successo in Nor-Am Cup a Copper Mountain in discesa libera; nella stagione 2013-2014 ha vinto la sua ultima gara di Nor-Am Cup, il supergigante di Nakiska del 14 marzo, e si è aggiudicata la classifica di supergigante del circuito continentale nordamericano, piazzamento bissato nella stagione seguente. Sempra a Nakiska ha colto anche il suo ultimo podio in Nor-Am Cup, nel supergigante del 20 febbraio 2015 (2ª).
Il 24 gennaio 2016 ha ottenuto a Cortina d'Ampezzo il suo miglior piazzamento in Coppa del Mondo (36ª) e il 27 febbraio successivo ha preso per l'ultima volta il via in una gara del massimo circuito internazionale, il supergigante di Soldeu dove si è piazzata 52ª. Si è ritirata durante la stagione 2016-2017 e la sua ultima gara è stata lo slalom gigante di Nor-Am Cup disputato a Copper Mountain il 4 febbraio, chiuso dalla Ghent al 34º posto; in carriera non ha preso parte né a rassegne olimpiche né iridate.

## Palmarès

### Coppa Europa
- Miglior piazzamento in classifica generale: 70ª nel 2016
- 1 podio:
  - 1 terzo posto

### Nor-Am Cup
- Miglior piazzamento in classifica generale: 2ª nel 2012
- Vincitrice della classifica di supergigante nel 2014 e nel 2015
- 15 podi:
  - 3 vittorie
  - 9 secondi posti
  - 3 terzi posti

#### Nor-Am Cup - vittorie
| Data            | Località        | Paese       | Specialità |
| --------------- | --------------- | ----------- | ---------- |
| 5 dicembre 2012 | Copper Mountain | Stati Uniti | DH         |
| 18 marzo 2013   | Squaw Valley    | Stati Uniti | SG         |
| 14 marzo 2014   | Nakiska         | Canada      | SG         |

Legenda:

DH = discesa libera

SG = supergigante

### Campionati statunitensi
- 2 medaglie[1][2]:
  - 1 argento (discesa libera nel 2012)
  - 1 bronzo (discesa libera nel 2011)